# Portada/efemèride febrer 8
Daniel Bernoulli
« 7 de febrer · 8 de febrer · 9 de febrer »